# Irene Kugler
Irene Kugler (* 1954 in Wien, Österreich) ist eine deutsche Schauspielerin und Hörspielsprecherin.

## Leben
Irene Kugler erhielt eine Schauspielausbildung im Max-Reinhardt-Seminar in Wien und privat bei Dominic de Fazio in Rom. In ihrer Theaterlaufbahn arbeitete sie u. a. mit Regisseuren wie Cesare Lievi, Jossi Wieler, Stephan Kimmig, Dušan David Pařízek, Martin Kušej und Dimiter Gotscheff zusammen.
Nach Engagements in Baden-Baden und Saarbrücken war sie 1984 bis 1993 am Theater Heidelberg engagiert. 1987 bis 1988 gastierte sie  in Rom. 1993 bis 1995 war sie in Mannheim am Theater zusammen mit Hans-Ulrich Becker und Amélie Niermeyer. 1995 bis 2005 gehörte sie zum Ensemble des Staatstheaters Stuttgart. Sie spielte u. a. Medea (Regie: Hans-Ulrich Becker), Grace in Gesäubert von Sarah Kane (Regie: Martin Kušej), Mascha in Drei Schwestern (Regie: Jacqueline Kornmüller), Mell in In der fernsten Ferne von Zinnie Harris (Regie: Dimiter Gotscheff), Natalja Petrowna in Ein Monat auf dem Lande (Regie: Erich Sidler) und die Titelrolle in Richard III. (Regie: Marc von Henning). Von 1998 bis 2005 unterrichtete sie auch an der Hochschule für Musik und Theater Stuttgart. Von 2005 bis zum Sommer 2013 gehörte Irene Kugler zum Ensemble des Deutschen Schauspielhauses in Hamburg. Sie arbeitete hier u. a. mit Roberto Ciulli in Der Kirschgarten von Anton Tschechow und in Der Wunderheiler von Brian Friel. Weitere Stücke in Hamburg waren Spieltrieb (Regie: Roger Vontobel), Das Käthchen von Heilbronn (Regie: Roger Vontobel), Dantons Tod (Regie: Dušan David Pařízek), Spiel’s noch mal #2 (Regie: Dominique Schnizer), Romeo und Julia (Regie: Klaus Schumacher), Silly Old Fools (Regie: Marc von Hennig) Der goldene Drache (Regie: Klaus Schumacher).
Nachdem Kugler zwischen 2013 und 2019 als freie Schauspielerin arbeitete, engagierte sie Sonja Anders zur Spielzeit 2019/20 an das Schauspiel Hannover.
Irene Kugler spielte in den Kinofilmen Die zweite Heimat – Chronik einer Jugend, Freunde, Crazy und Requiem. Sie ist regelmäßig in Fernsehrollen zu sehen. Dabei spielt sie in Serien wie dem Tatort, SOKO Kitzbühel, SOKO Wismar, SOKO Köln,  Bella Block, Einsatz in Hamburg und dem Fernsehfilm Ein mörderisches Geschäft.

## Filmografie (Auswahl)
- 1976: Jakob der Letzte
- 1984: Dicht hinter der Tür
- 1993: Die zweite Heimat – Chronik einer Jugend
- 1994: Der Menschenfresser
- 1998: Barracuda Dancing
- 2000: Freunde
- 2000: Crazy
- 2001: Tatort – Gewaltfieber (TV-Reihe)
- 2001: Klaras Hochzeit
- 2002: Tatort – 1000 Tode (TV-Reihe)
- 2003: Tatort – Der Schächter
- 2003: Raus ins Leben
- 2004: Zahme Vögel
- 2004: SOKO Kitzbühel – Blutiger Abschied
- 2005: Freundschaft, Liebe, Tod
- 2006: Requiem
- 2006: Rabenbrüder
- 2007: Tatort – Investigativ (TV-Reihe)
- 2007: Der Novembermann
- 2007: Bella Block – Weiße Nächte (TV-Serie)
- 2008: Tatort – Borowski und das Mädchen im Moor
- 2008: Einsatz in Hamburg – Ein sauberer Mord (TV-Serie)
- 2009: Die Nonne und der Kommissar – Todesengel
- 2010: Kommissar Stolberg – Bei Anruf Mord (TV-Serie)
- 2011: Ein mörderisches Geschäft
- 2012: SOKO Wismar – Tot im Beton (TV-Serie)
- 2012: SOKO Köln – Bis zum letzten Atemzug (TV-Serie)
- 2013: Willkommen auf dem Land
- 2013: Tatort – Er wird töten (TV-Reihe)
- 2015: Notruf Hafenkante – Kampf um Lucie
- 2017: SOKO Kitzbühel – Der innere Dämon
- 2018–2021: In aller Freundschaft – Die jungen Ärzte (3 Folgen)
- 2018: Großstadtrevier – Das Teufelspferd
- 2019: Morden im Norden – Gefangen
- 2019: Electric Girl
- 2020: Das Traumschiff – Kolumbien
- 2023: Mein Vater, der Esel und ich

## Hörspiele (Auswahl)
- 1986: Lothar Streblow: Science Fiction als Radiospiel: Einige tausend Jahre danach (Frau des Kapitäns) – Regie: Andreas Weber-Schäfer (Science-Fiction-Hörspiel – SDR)
- 1998: Garrison Keillor: Radio Romance (4 Teile) (Faith/Jo) – Bearbeitung und Regie: Walter Adler (Hörspielbearbeitung – SDR/WDR)
- 2004: Uta-Maria Heim: Wo warst du, als das Feuer – Regie: Uta-Maria Heim (Original-Hörspiel – SWR)
- 2020: Sivan Ben Yishai: Papa liebt dich (Stimme 3) – Regie: Mazlum Nergiz (Originalhörspiel – Deutschlandradio)
- 2020: Paulus Hochgatterer: Fliege fort, fliege fort (2 Teile, Kurz- und Langfassung) (Rosemarie) – Bearbeitung und Regie: Steffen Moratz, Nicole Paulsen (Hörspielbearbeitung, Kriminalhörspiel – SWR)

Quelle: ARD-Hörspieldatenbank